# Зумисвальд
Зумисвальд (нем. Sumiswald, алем. нем. Sumiswaud) — коммуна в Швейцарии, в кантоне Берн.
Входит в состав округа Траксельвальд. Население составляет 5085 человек (на 31 декабря 2006 года). Официальный код — 0957.